# Museo del Fin del Mundo

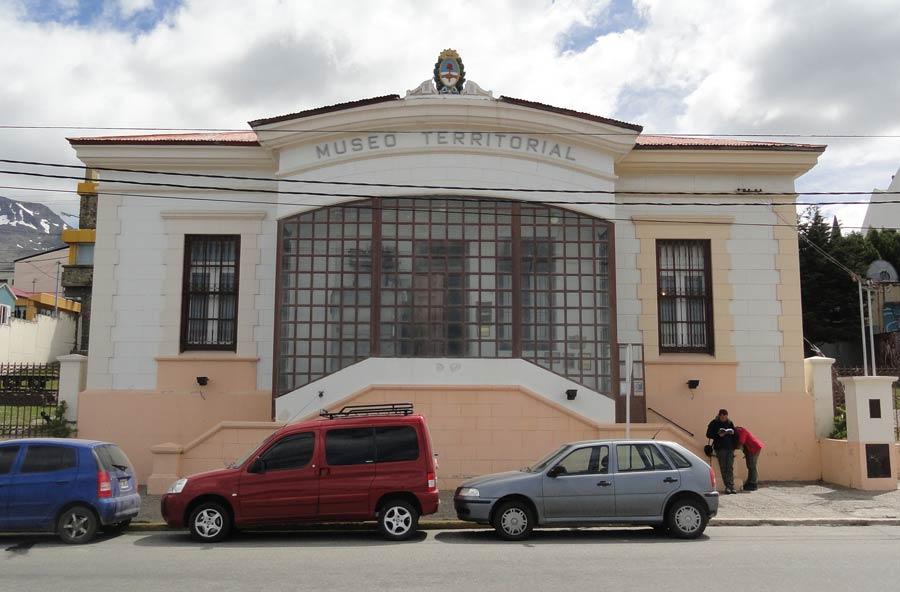
Museo del Fin del Mundo

Das Museo del Fin del Mundo befindet sich in der argentinischen Stadt Ushuaia in der Provinz Tierra del Fuego.
Erste Pläne für dieses Museum stammen aus dem Jahr 1905. Im Jahr 1973 wurde der „Verein zur Förderung des Verständnisses und des Schutzes des territorialen Erbes“ gegründet. 1976 wurde der Name durch die Buchstabenfolge „H.A.N.I.S“ ersetzt, die für die Begriffe Geschichte, Anthropologie, Natur, Insel, Süden steht. 1979 hat die Regierung Feuerlands den Verein als gemeinnützig anerkannt.
Das Museum ist im ehemaligen Gebäude der Nationalbank (Banco de la Nación Argentina) untergebracht, in der Nähe des Hafens. Eröffnet wurde es im Mai 1979. 
Die Ausstellungsräume gliedern sich in die Bereiche Völkerkunde, einen alten Kaufladen, eine Ausstellung über das Gefängnis von Ushuaia, die Vögel Feuerlands, sowie eine Bibliothek zum Thema Feuerland.